# Bleptina homotypa
Bleptina homotypa är en fjärilsart som beskrevs av George Francis Hampson. Bleptina homotypa ingår i släktet Bleptina och familjen nattflyn. Inga underarter finns listade i Catalogue of Life.